# José Moreira
José Filipe da Silva Moreira (Massarelos, 20 maart 1982) – alias José Moreira – is een Portugees voormalig doelman in het betaald voetbal. Moreira stond onder meer tien jaar tussen de palen bij Benfica en speelde in 2009 ook één interland in het Portugees voetbalelftal, waarmee hij zonder te spelen zilver behaalde op EURO 2004 in Portugal. In 2019 zette Moreira een punt achter een lange profcarrière bij het Portugese CD Cova Piedade.

## Clubcarrière

### Benfica
Tussen 2001 en 2011 keepte José Moreira in totaal 112 competitiewedstrijden voor Benfica. In 2004 won hij de Taça de Portugal en in 2005 de Portugese landstitel, de Primeira Liga. Daaropvolgend won de keeper met Benfica de Portugese supercup, de Supertaça Cândido de Oliveira. Daarnaast won hij de secundaire en recentere Taça da Liga, de ligabeker, in 2009 en 2011. Met die overwinningen was zijn palmares in Portugal compleet.

### Latere carrière
In 2011 verkaste hij naar de Welshe Premier League-club Swansea City, waar hij reservedoelman werd. Hij speelde geen minuut, vertrok daarop en had vervolgens een jaar geen werkgever. In 2013 tekende hij een contract bij de Cyprotische topclub Omonia Nicosia, waar hij eerste doelman werd. Moreira keerde terug naar Portugal in 2015 en ging in doel staan bij de tweedeklasser SC Olhanense – inmiddels derdeklasser. Het was voor de doelman een verlengstuk van een individueel standvastige periode. In het verleden schipperde Moreira vaker tussen bank en basis bij Benfica achter bijvoorbeeld Carlos Bossio, Marcelo Moretto of de betreurde Duitser Robert Enke. Bij Olhanense verdedigde hij veertigmaal het doel. Tussen 2016 en 2018 keepte Moreira nog eens 45 wedstrijden voor GD Estoril-Praia. Zijn laatste club was Cova Piedade in het seizoen 2018/19, waarvoor hij 26 wedstrijden speelde.

## Interlandcarrière
Moreira stak zijn enige cap voor het Portugees voetbalelftal op zak tegen Liechtenstein. Deze vriendschappelijke interlandwedstrijd werd gespeeld op 12 augustus 2009 en werd door Portugal ruim gewonnen met 0–3, aanvaller Hugo Almeida scoorde tweemaal. Moreira deed weliswaar een halfuur mee. Eduardo Carvalho moest namelijk geblesseerd het terrein verlaten. Met de onder 18-jarigen van Portugal werd hij Europees kampioen in 1999.
In de late zomer van 2004 nam hij met de onder 23-jarigen van Portugal deel aan de Olympische Zomerspelen 2004. In Athene waren hij en Cristiano Ronaldo de enigen die de finale van EURO 2004 in Portugal verloren.

## Erelijst
| Competitie                              |                   |                   |                   |                   |
| Competitie                              | Aantal            | Jaren             |                   |                   |
| Sporting Lissabon                       | Sporting Lissabon | Sporting Lissabon | Sporting Lissabon | Sporting Lissabon |
| --------------------------------------- | ----------------- | ----------------- | ----------------- | ----------------- |
| Primeira Liga                           | 1x                | 2004/05           |                   |                   |
| Taça de Portugal                        | 1x                | 2003/04           |                   |                   |
| Supertaça Cândido de Oliveira           | 1x                | 2005              |                   |                   |
| Portugal                                |                   |                   |                   |                   |
| Europees kampioenschap voetbal onder 18 | Goud              | 1999              |                   |                   |

1 Ricardo Pereira ·
2 Ferreira ·
3 Jorge ·
4 Andrade ·
5 Couto  ·
6 Costinha ·
7 Figo ·
8 Petit ·
9 Pauleta ·
10 Costa ·
11 Simão ·
12 Quim ·
13 Miguel ·
14 Valente ·
15 Beto Severo ·
16 Ricardo Carvalho ·
17 Ronaldo ·
18 Maniche ·
19 Tiago ·
20 Deco ·
21 Gomes ·
22 Moreira ·
23 Postiga ·
Coach: Scolari
1 Moreira ·
2 Sérgio ·
3 Meireles ·
4 Alves ·
5 Ricardo Costa  ·
6 Meira ·
7 Ronaldo ·
8 Viana ·
9 Almeida ·
10 Martins ·
11 Ribeiro ·
12 Frechaut ·
13 Boa Morte ·
14 Bosingwa ·
15 Lourenço ·
16 João Paulo ·
17 Danny ·
18 Vale ·
Coach: Romão